# Museum Ravensburger
Das Museum Ravensburger befindet sich in der Altstadt von Ravensburg. Es befasst sich thematisch mit der Geschichte des Ravensburger Spiele- und Buchverlags. Es bildet gemeinsam mit dem Wirtschaftsmuseum, dem Museum Humpis-Quartier und dem Kunstmuseum das sogenannte Museumsviertel in Ravensburg.

## Gebäude
Das Museumsgebäude gehört zu den ältesten Patrizierhäusern der Stadt Ravensburg und ist als Kulturdenkmal geschützt.
1416 legte die Fernhändler-Familie Möttelin ihren Familiensitz in die Marktstraße 26. Sie ließ auf die bereits vorhandenen beiden noch ein weiteres Stockwerk aufsetzen und ein neues Dach aufschlagen. Diese Außenform ist bis heute erhalten.
1473 erwarb die Familie Besserer das Haus, sie zählten zu den reichsten Bürgern der Stadt und waren Mitglieder der großen Handelsgesellschaft. Die mit der Familie verschwägerten Freiherren Schellenberg zu Kisslegg erbten das Anwesen im Jahr 1500, verloren dieses jedoch nach einer Zwangsversteigerung. 
Ab 1660 wohnten verschiedene Patrizierfamilien im heutigen Museum, darunter der Vorarlberger Jurist Johann Michael Schatz und Ratsherr Anton Gaist von Wildegg. In dieser Zeit ließen die Bewohner diverse Umbauten vornehmen, um die Räumlichkeiten ihren Anforderungen anzupassen.
Im Jahr 1737 bezog Franz Joseph von Gerer das Haus, er wurde drei Jahre später zum Bürgermeister gewählt, und ließ verschiedene repräsentative Räume neu ausstatten. Dabei ist besonders eine Deckenmalerei hervorzuheben, die die vier Kardinaltugenden Gerechtigkeit, Tapferkeit, Mäßigung und Klugheit zeigen. Sie ist heute im ersten Stock des Museums zu sehen. Die kunstvolle Fassadenmalerei entstand 1788 im Auftrag des Bürgermeisters Franz Balthasar.

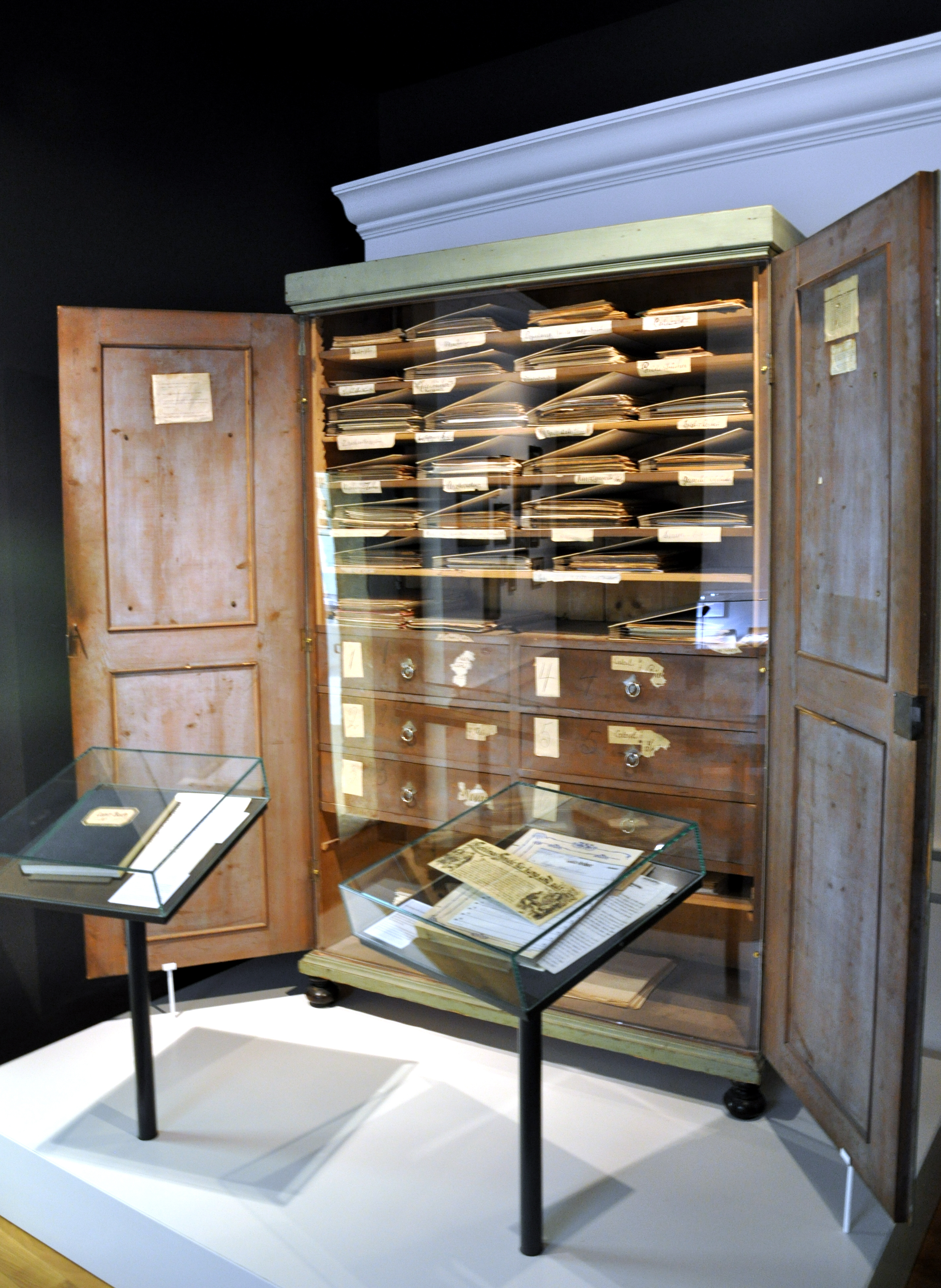
Otto Maiers Schrank

1896 wurde das Gebäude zum Stammhaus des Buch- und Spieleverlags „Otto Maier Verlag“, später Ravensburger Verlag. Bis 1962 wurde in der Marktstraße das gesamte Verlagsgeschäft des Ravensburger Verlags abgewickelt. Ab 1962 zogen die Spielefertigung sowie der Spieleverlag und schließlich 2005 auch der Ravensburger Buchverlag aus dem Gebäude aus.
Von September 2007 bis Mai 2010 wurde das Stammhaus umgebaut und ist seitdem als Museum Ravensburger ganzjährig geöffnet.

## Ausstellung
| Jahr | Besucher |
| ---- | -------- |
| 2010 | <24.000  |
| 2011 | 26.417   |
| 2012 | 33.219   |
| 2013 | 42.000   |
| 2014 | 39.150   |
| 2015 | 35.816   |
| 2016 | 40.402   |
| 2019 | >41.000  |
| 2023 | 48.000   |

Im Museum Ravensburger erfahren Besucher unter anderem, wie Spiele gemacht werden, welche Berufe es in einem Verlag gibt oder wie die Passform von Puzzleteilen sichergestellt wird.
Im Erdgeschoss des Museums geht es um den Firmengründer Otto Maier und die Unternehmensgeschichte. Hier sind beispielsweise Maiers Schreibtisch und Schrank zu sehen, außerdem gibt es das erste Ravensburger Brettspiel „Reise um die Erde“ zu sehen. Besucher können hier auch die moderne Produktion in einem Film besichtigen.
Im ersten Stock des Museums werden am Beispiel des Spiels „Das verrückte Labyrinth“ die einzelnen Schritte bei der Entwicklung eines Brettspiels veranschaulicht-
Im zweiten Obergeschoss stehen diverse Buchreihen des Verlags im Fokus. An Spielmodulen werden Phänomene, die in der Kindersachbuchreihe „Wieso? Weshalb? Warum?“ behandelt werden, erläutert.
Die Ausstellung ist interaktiv gestaltet, Kinder und Jugendliche können an der tiptoi-Museums-Rallye teilnehmen. Dabei stellt tiptoi, der sprechende Stift aus dem audiodigitalen Lernsystem von Ravensburger, an jeder Station eine Quizfrage. Diese wird durch Antippen einer Antwortkarte gelöst. Zusätzlich gibt es im Museum 1.300 Spiele, Puzzles und weitere Produkte, die zum Spielen und Lesen bereitstehen. Der Innenhof bietet weiteren Platz für Spielrunden unter freiem Himmel.

## Besonderheiten
Das Museum Ravensburger ist offizieller Ort für standesamtliche Trauungen in Ravensburg.